# Katzenbachsee (Pfaffenhofen)
Der Katzenbachsee bei Zaberfeld im südwestlichen Landkreis Heilbronn ist ein Wasserrückhaltebecken, das im Sommer gerne als Badesee genutzt wird.
Der Stausee liegt zwischen Zaberfeld und dem Ortsteil Weiler an der Zaber der Nachbargemeinde Pfaffenhofen auf Weiler Gemarkung an der L 1103. Am See gibt es eine überdachte Grillmöglichkeit, einen Kiosk mit Bewirtung und sanitären Anlagen, Umkleidekabinen und einen kleinen Beobachtungsturm. Um den See führt ein Weg herum, der die Liegewiesen am West-, Süd- und Nordufer verbindet.
Wanderwege und Lehrpfade führen vom Katzenbachsee in die nähere Umgebung sowie zu einem nahe gelegenen anderen Badesee, der Ehmetsklinge.
Der See dient als Vereinsgewässer des Fischereivereins Zaberfeld, das Angeln ist Vereinsmitgliedern vorbehalten.